# Quenosaures
Els quenosaures (Chainosauria) són un clade extint de sinàpsids anomodonts que visqueren en allò que avui en dia és el sud d'Àfrica durant el Permià mitjà, fa entre 259,5 i 266,9 milions d'anys. Se n'han trobat restes fòssils a les províncies sud-africanes del Cap Occidental, el Cap Oriental i el Cap Septentrional. Entre els seus caràcters distintius hi ha un bec edentat format per la premaxil·la i l'os dental, així com la presència d'un bony al nas, encara que aquests trets segurament no es poden fer servir com a caràcters diagnòstics.